# Evangelische Kirche Zeilsheim

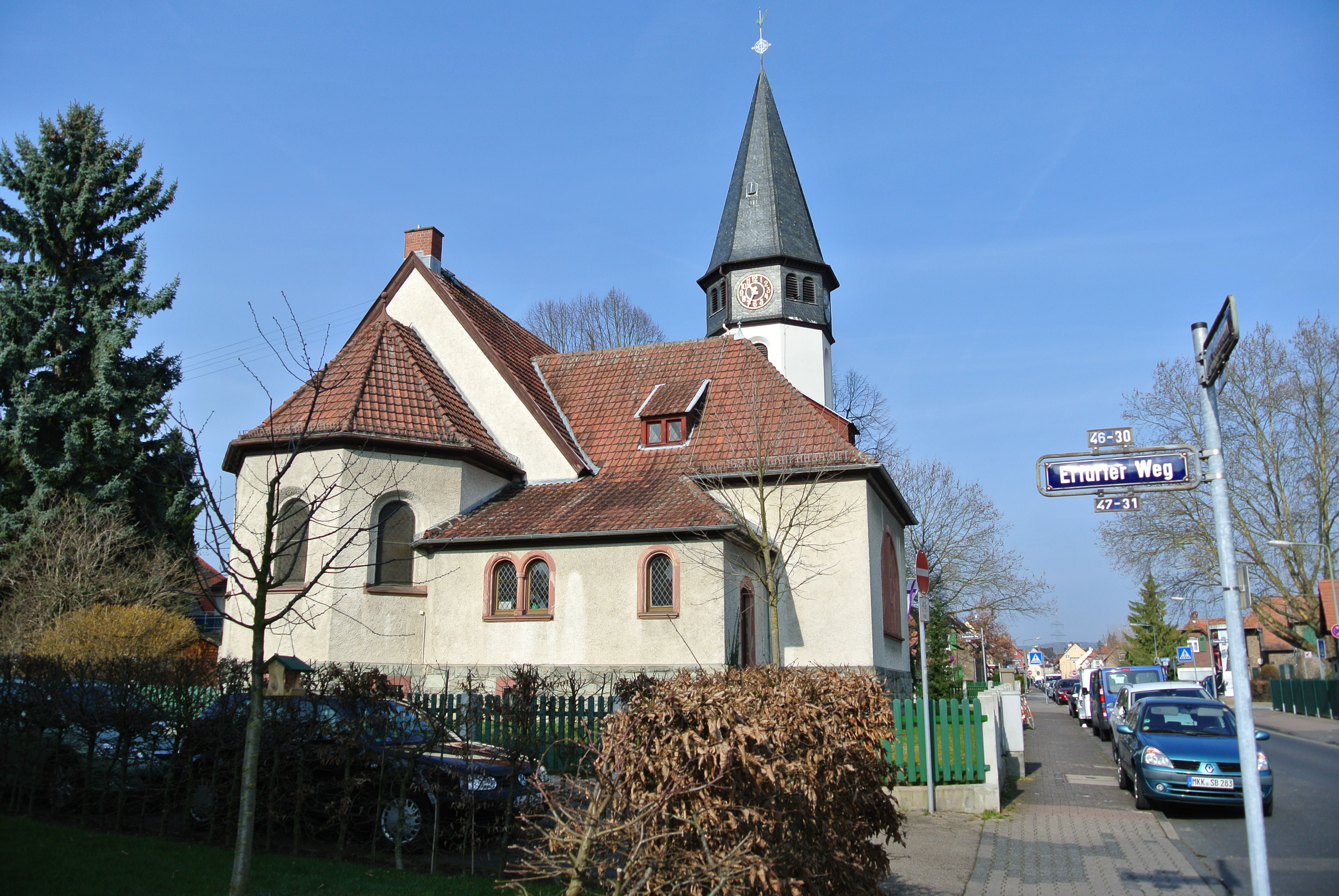
Ansicht von Osten

Die Evangelische Kirche Zeilsheim ist eine Kirche im Stil des Historismus mit Gestaltungselementen des Jugendstils im Frankfurter Stadtteil Zeilsheim. Sie ist ein Kulturdenkmal aufgrund des hessischen Denkmalschutzgesetzes. Die Evangelische Kirchengemeinde Zeilsheim gehört zur Evangelischen Kirche in Hessen und Nassau.

## Geschichte
Zeilsheim wurde erstmals im Jahr 794 urkundlich erwähnt und gehörte bis 1803 zu Kurmainz und danach zum Herzogtum Nassau, weshalb der Ort seit der Reformation katholisch geblieben ist. Im Jahr 1384 wurde erstmals eine Kapelle in Zeilsheim erwähnt, die der Heiligen Gertrud gewidmet war. 1432 wurde die Holzkapelle durch eine steinerne Kirche ersetzt, die dem Heiligen Bartholomäus geweiht wurde.
Evangelische Christen zogen im späten 19. Jahrhundert nach Zeilsheim. Sie bildeten zusammen mit den Sindlinger Protestanten die evangelische Kirchengemeinde Sindlingen-Zeilsheim, die zunächst zum Kirchenverband Höchst gehörten, ehe man sich im Juli 1905 von dem Verband trennte. 1901 gründete sich ein Evangelischer Arbeiterverein aus Männern der Rotfabrik (Farbwerke Höchst), der maßgeblich zum Entstehen der evangelischen Kirchengemeinde beitrug. Zwischen den Jahren 1900 und 1910 wuchs die Bevölkerung aufgrund neuer Wohnsiedlungen von etwa 1080 auf knapp 3000 Einwohner an, was auch zu einem Anstieg der evangelischen Christen führte. 1907 wurde die Evangelische Kirche Sindlingen eingeweiht. 1908 eröffnete die Gemeinde einen evangelischen Kindergarten, der von Else von Meister, der Ehefrau von Herbert von Meister, finanziell unterstützt wurde.
Wie der Bau der Sindlinger Kirche geht auch die Zeilsheimer Kirche auf Meisters Initiative zurück. Die Farbwerke spendeten das Baugrundstück für die Kirche und einen Zuschuss von 10.000 Mark zu den Gesamtkosten von 79.000 Mark. Herbert von Meister beauftragte den Architekten Alfred Günther mit der Planung. Die Kirche wurde am 18. August 1912 eingeweiht.
Am 1. April 1954 wurde die Zeilsheimer Kirchengemeinde durch die Trennung von Sindlingen selbständig.

## Architektur
Die Kirche befindet sich in der Kolonie genannten Arbeitersiedlung knapp 500 Meter östlich des historischen Ortskerns. Inmitten der als Gartenstadt konzipierten Siedlung mit zahlreichen historischen Doppelhäusern liegt das Kirchengrundstück an der Kreuzung der Straßen Neu-Zeilsheim und Frankenthaler Weg. Das nach Osten ausgerichtete Kirchengebäude hat eine Grundfläche von etwa 22 Metern Länge und etwa 17 Metern Breite. Die Größe und Architektur der Kirche orientiert sich an den benachbarten Siedlungshäusern. Die gärtnerisch angelegten Freiflächen um die Kirche entsprechen ebenfalls dem Konzept der Gartenstadt.
Die Saalkirche schließt im Osten mit einer polygonalen Apsis ab. Im Norden zur Straße gliedert ein vorgelagertes, niedrigeres Querhaus das Gebäudevolumen in unterschiedlich hohe und große Gebäudeteile. Die Fassaden sind hell verputzt und mit Fensterlaibungen und Bögen aus rotem Sandstein gestaltet. Das Gebäude ruht auf einem Sockel aus grauem Naturstein. Die Kirche ist mit einem Dach aus roten Ziegeln gedeckt, das hauptsächlich als Satteldach ausgebildet ist. Die untergeordnete Dachfläche des Querhauses ist gewalmt. Der im Nordwesten anschließende Turm erhebt sich auf einem quadratischen Unterbau, mündet in einen langgestreckten, oktogonalen Schaft, der von einem spitzen Helm gedeckt ist. Das Dach des Turms und die darunterliegende Glockenstube sind mit Schiefer verkleidet. Den Eingang zur Kirche in der Giebelwand bildet eine Loggia. Sie besteht aus einem geneigten Dach, das auf Rundbögen und schlanken Säulen aus Sandstein ruht. Es erinnert an die Architektur der Renaissance. Die Rundbogenfenster der Außenwände sind wiederum typische Gestaltungselemente der Romanik. Die Vielfalt an Elementen unterschiedlicher Stilepochen ist bezeichnend für die Architektur des Historismus.
Über die Loggia und zwei hölzerne Windfangtüren gelangt man in den Innenraum. Der Kirchsaal wird durch Rundbogenfenster, deren Leibungen farbig abgesetzt sind, belichtet. Die Decke ist mit Holz verkleidet. Zwei Bankreihen sind auf den Altar gerichtet. Die Wände sind hell verputzt.

## Ausstattung

### Orgel
Die Orgel von 1912 auf der rückwärtigen Empore stammt von dem Orgelbauer Eberhard Friedrich Walcker. Sie wurde 1972 durch die Firma Oberlinger auf 18 Register erweitert.

### Geläut
Die Kirche verfügt über vier Glocken. Das ursprüngliche Geläut aus drei Glocken wurde 1912 von der Glocken- und Kunstgießerei Rincker gegossen. Im Ersten Weltkrieg mussten die beiden größeren Glocken als Metallspende des deutschen Volkes abgeliefert werden. Zwei 1924 von Rincker gegossene Ersatzglocken wurden im Zweiten Weltkrieg für Kriegszwecke beschlagnahmt und eingeschmolzen. 191 lieferte Rincker drei neue Glocken, die zusammen mit der erhaltenen Glocke von 1912 das heutige Geläut bilden.
| Nr. | Nominal | Masse  | Jahr | Inschrift                 |
| 1   | fis1    | 900 kg | 1951 | Seid fröhlich in Hoffnung |
| 2   | a1      | 600 kg | 1951 | Geduldig in Hoffnung      |
| 3   | h1      | 150 kg | 1951 | Haltet an im Gebet        |
| 4   | c1      | 200 kg | 1912 |                           |

## Fotogalerie

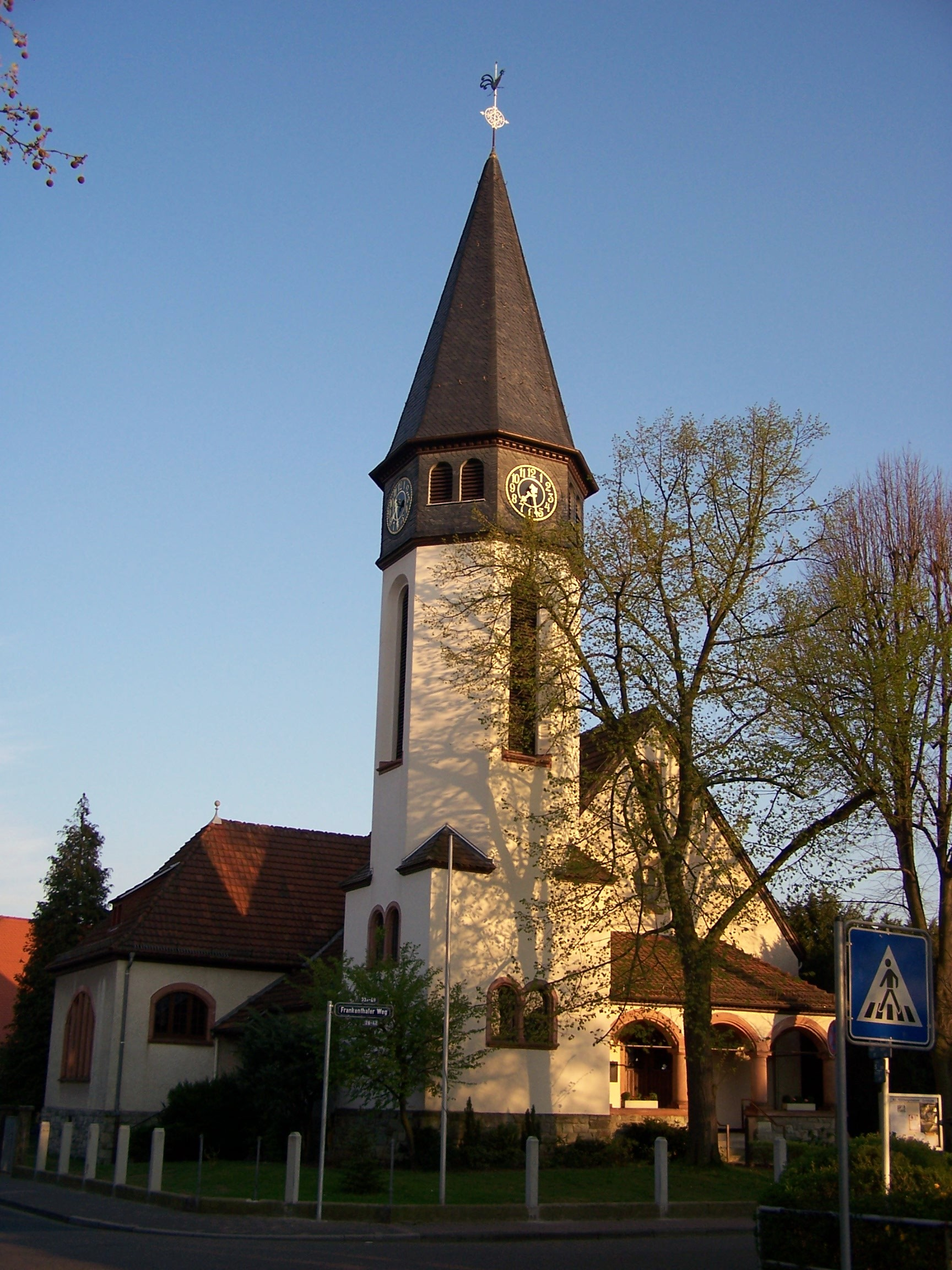
Ansicht von Westen
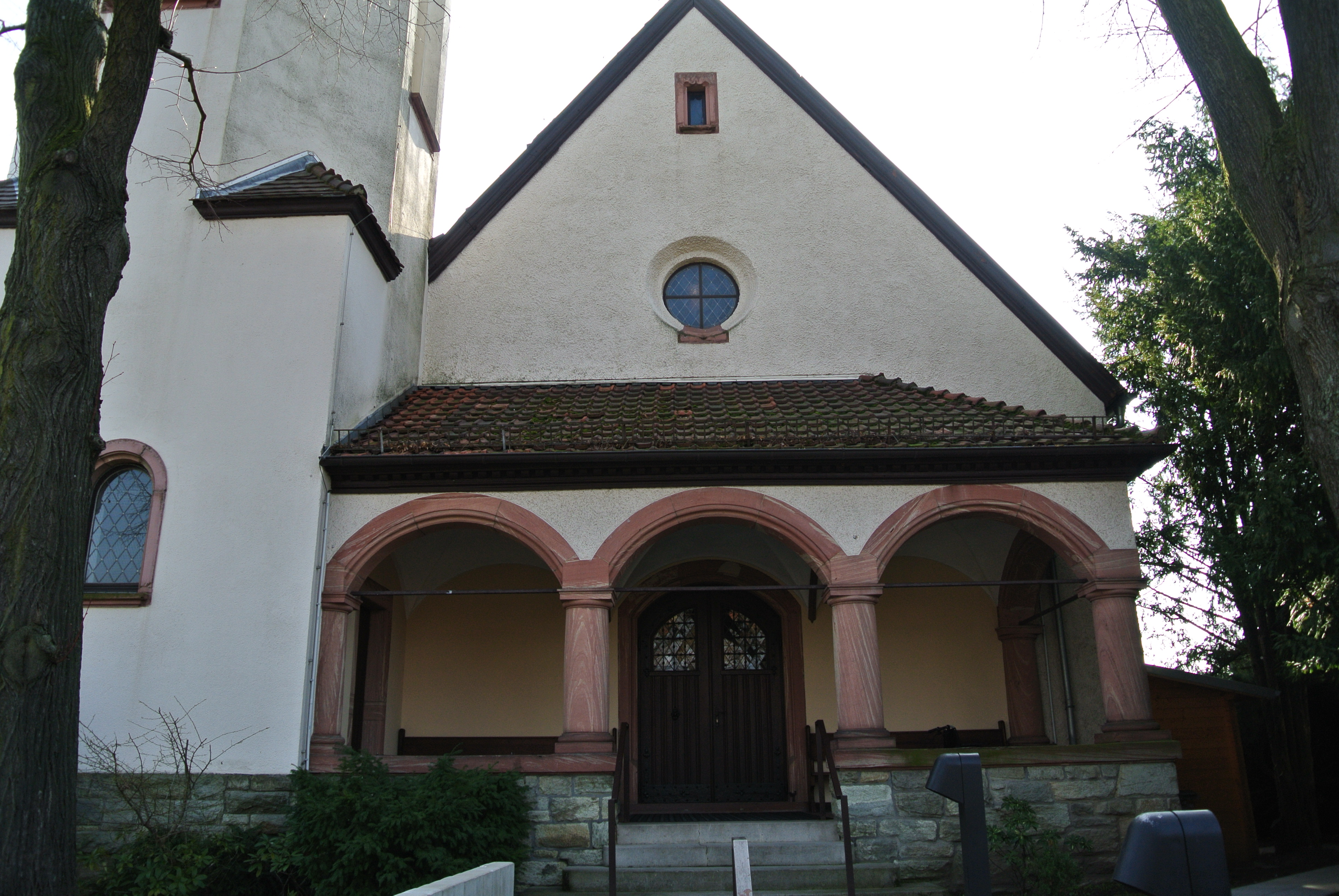
Westfassade
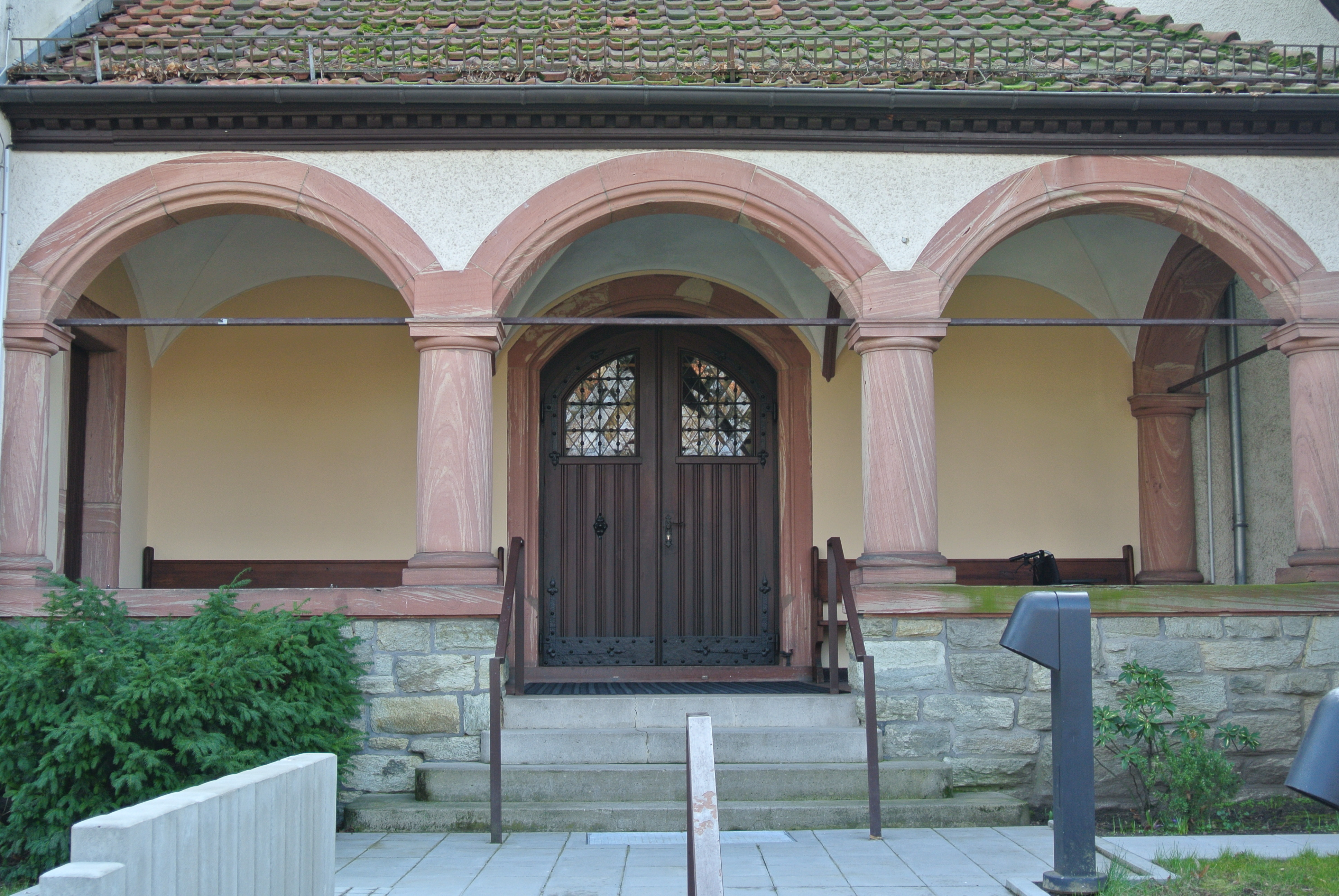
Vorhalle